# Kim Rossi Stuart
Kim Rossi Stuart (Roma, 31 de octubre de 1969) es un actor y director de cine italiano.

## Biografía
Es hijo del popular actor italiano Giacomo Rossi-Stuart y su madre era una top model, tiene tres hermanas Ombretta Rossi Stuart, Valentina Rossi Stuart (actriz) y Loretta Rossi Stuart.
Habla con fluidez inglés, francés e italiano.
En 1989 se comprometió con la actriz Simona Cavallari, pero la relación terminó en 1991.
Salió con la actriz inglesa-italiana Veronica Logan.
Rossi Stuart y la actriz italiana Ilaria Spada tuvieron un hijo, Ettore, el 26 de noviembre de 2011.

## Carrera
Comenzó a actuar con cinco años, estudió teatro y en 1986 empezó a actuar regularmente, especialmente en series de televisión como Fantaghirò. Debutó en el cine en una película de Mauro Bolognini, Fatti di gente perbene (1974). Participó en el rodaje de El nombre de la rosa (1986) de Jean-Jacques Annaud con un pequeño papel de novicio. 
Alcanzó popularidad con la película Il Ragazzo dal Kimono d'oro («El muchacho del quimono de oro», 1987, dirigida por Fabrizio De Angelis) y con Poliziotti («Policías», 1994, de Giulio Base). Después de estas películas comerciales, en las que se explotaba su físico y su imagen de sex symbol, Rossi Stuart se ha caracterizado por elegir papeles en películas de aliento artístico, como Senza pelle («Sin piel», 1994) de Alessandro D'Alatri, en la que interpretó a Saverio, un hombre con problemas psicológicos (Rossi Stuart se involucró tanto en la creación del personaje que incluso compuso él mismo los poemas que Saverio escribe al personaje de Gina).
En 1994 también rodó Cuore Cattivo de Umberto Marino y en 1995 participó en la película Al di là delle nuvole («Más allá de las nubes») de Antonioni y Wim Wenders. Interpretó el personaje de Julien Sorel en una coproducción internacional que adaptaba Rojo y negro de Stendhal para la televisión.
En 2004 protagonizó la película Le chiavi di casa. Su personaje trata la complicada relación entre un padre y su hijo minusválido. En 2004 participó en el telefilm Il tunnel della libertà y protagonizó la película Romanzo criminale de Michele Placido, basada en la novela homónima de Giancarlo De Cataldo sobre una organización criminal romana llamada Banda della Magliana (Magliana es un barrio de Roma). 

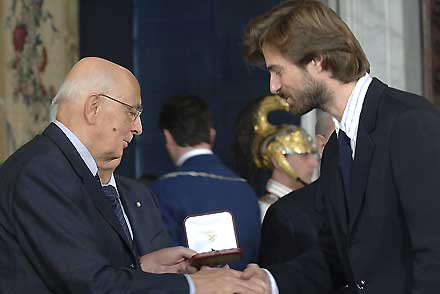
Rossi Stuart (derecha) recibe de manos del presidente de la República italiana, Giorgio Napolitano, el Premio Vittorio de Sica (2006).

A finales de 2006 participó en la película Piano, solo, dirigida por Riccardo Milani y basada en el libro de Walter Veltroni, Il disco del mondo, vita breve di Luca Flores, dedicado al músico Luca Flores.

### Teatro
Rossi Stuart también ha frecuentado el teatro. En 1987 participó en el montaje del Piccolo Teatro di Milano de la obra Filottete de André Gide (dirigida por Walter Pagliaro). Posteriormente, en 1994 interpretó el personaje de Edmund en El rey Lear de William Shakespeare (dirigido por Luca Ronconi. En 1996 coprotagonizó junto a Turi Ferro la obra Il visitatore de Éric-Emmanuel Schmitt (dirección: Antonio Calenda). En 1998-1999 interpretó Hamlet (dirección de Antonio Calenda) y en 2000 Macbeth (dirección de Giancarlo Cobelli).

### Dirección cinematográfica
En 2006 dirigió su primera película (en la que también participa como actor), Anche libero va bene, que se proyectó en el Festival de Cannes.

## Filmografía

### Cine
1. Fatti di gente perbene, dirigida por Mauro Bolognini (1974).
2. Il nome della rosa, dirigida por Jean-Jacques Annaud (1986).
3. Il ragazzo dal kimono d'oro, dirigida por Fabrizio De Angelis 1987).
4. Il ragazzo dal kimono d'oro 2, dirigida por Fabrizio De Angelis (1988).
5. Domino, dirigida por Ivana Massetti (1988).
6. Obbligo di giocare - Zugzwang, dirigida por Daniele Cesarano (1989).
7. Lo Zio indegno, dirigida por Franco Brusati (1989).
8. 18 anni tra una settimana, dirigida por Luigi Perelli (1991).
9. In camera mia, dirigida por Luciano Martino (1992).
10. Il ragazzo dal kimono d'oro 5, dirigida por Fabrizio De Angelis (1992).
11. Cuore cattivo, dirigida por Umberto Marino (1994).
12. Poliziotti, dirigida por Giulio Base (1994).
13. Senza pelle, dirigida por Alessandro D'Alatri (1994).
14. Al di là delle nuvole, dirigida por Michelangelo Antonioni y Wim Wenders (1995).
15. La ballata dei lavavetri, dirigida por Peter Del Monte (1998).
16. I giardini dell'Eden, dirigida por Alessandro D'Alatri (1998).
17. Pinocchio, dirigida por Roberto Benigni (2002).
18. Le chiavi di casa, dirigida por Gianni Amelio (2004).
19. Romanzo criminale, dirigida por Michele Placido (2005).
20. Anche libero va bene, dirigida por Kim Rossi Stuart (2005).
21. Piano, solo, dirigida por Riccardo Milani (2007).
22. Una questione di cuore, dirigida por Francesca Archibugi (2009).
23. Vallanzasca, dirigida por Michele Placido (2010).
24. Anni felici, dirigida por Daniele Luchetti (2013).
25. L'Ex de ma vie, dirigida por Dorothée Sebbagh (2014).
26. Maraviglioso Boccaccio, dirigida por los hermanos Taviani (2015).
27. Tommaso, dirigida por Kim Rossi Stuart (2016).
28. Nuestros mejores años, dirigida por Gabriele Muccino (2020).

### Televisión
1. I ragazzi della valle misteriosa, dirigida por Marcello Aliprandi (1984).
2. Garibaldi il generale, dirigida por Luigi Magni (1987).
3. Valentina, dirigida por Giandomenico Curi (1988).
4. Il ricatto, dirigida por Luigi Deodato (1988).
5. Senza scampo, dirigida por Paolo Poeti (1990).
6. Fantaghirò, dirigida por Lamberto Bava (1991).
7. Dov'eri quella notte, dirigida por Cinzia Th Torrini (1991).
8. Dalla notte all'alba, dirigida por Salvatore Samperi (1991)
9. Un posto freddo in fondo al cuore, dirigida por Sauro Scavolini (1992).
10. Il cielo non cade mai, dirigida por Gianni Ricci (1992).
11. Fantaghirò 2, dirigida por Lamberto Bava (1992).
12. La famiglia Ricordi, dirigida por Mauro Bolognini (1993).
13. Fantaghirò 3, dirigida por Lamberto Bava (1993).
14. Fantaghirò 4, dirigida por Lamberto Bava (1994).
15. El rojo y el negro (Le rouge et le noir), dirigida por Jean-Daniel Verhaeghe (1998).
16. Uno bianca, dirigida por Michele Soavi (2001).
17. Il tunnel della libertà, dirigida por Enzo Monteleone (2004).
18. My Heaven Will Wait, dirigida por Raoul Bouva & Alexis Freedom (2013).
19. "Maltese", dirigida por Leonardo Fasoli(Creador), Maddalena Ravagli (Creadora), Gianluca Maria Tavarelli (2017)
20. "Il Gattopardo", dirigida por Toma Shankland(Creador) (2025)

## Premios y distinciones
Festival Internacional de Cine de Venecia
| Año  | Categoría                      | Película           | Resultado |
| ---- | ------------------------------ | ------------------ | --------- |
| 1998 | Premio Pasinetti - Mejor actor | El jardín del Edén | Ganador   |
| 2004 | Premio Pasinetti-Mejor actor   | Las llaves de casa | Ganador   |